# Swansea University
Swansea University (kymriska: Prifysgol Abertawe) är ett universitet beläget i Swansea, Wales, Storbritannien.  Som ett resultat av Haldane-kommissionens rapport angående universitetsutbildning i Wales erkändes Swansea University, i egenskap av University of Wales’ fjärde fakultet, år 1920 officiell status under namnet University College of Swansea. År 1996 bytte man namn till University of Wales Swansea som en följd av strukturella ändringar inom University of Wales. Det nya namnet Swansea University antogs officiellt den 1 september 2007 när University of Wales blev en medlemsfri sammanslutning och de före detta medlemmarna blev egna universitet.
Det är det tredje största universitetet i Wales beräknat utifrån antal studenter. Universitetsområdet är kustbeläget i norra delen av Swansea Bay, öster om Gowerhalvön, alldeles utanför Swansea centrum, och omsluts av Singleton Park. År 2005 gavs Swansea rätt att utfärda examina i förberedelse för eventuella ändringar inom University of Wales.
Universitetslag från Swansea och Cardiff University tävlar årligen i en rad matcher och tävlingar kända som den kymriska varianten av tävlingarna i Oxbridge (vilket avser både Cambridge University och Oxford University). Den innefattar en rugbymatch och roddtävlingar.

## Ledning och organisation
Swansea emottog ett Royal Charter 1920 och är, liksom många universitet, styrt av en konstitution fastställd av dess stadga och förordningar. Swanseas universitetsstyrelse utgörs av the Council som i sin tur har stöd från the Senate och the Court.
- The Council har 29 medlemmar, varav majoriteten är lekmän. Den består också av en rektor, förvaltningschef, ordförande, rektor, kassaförvaltare, universitetsdirektör, personal- och studentmedlemmar samt representanter från kommunfullmäktige. The Council ansvarar för universitetets alla åtaganden och har en välorganiserad ledning i form av kommittéer till vilka befogenheter och uppgifter delegeras.
- The Senate består av 200 medlemmar, varav majoriteten är akademiker. Den utgörs även av representanter från både studentkåren och universitetets sportklubb. Rektorn, som ansvarar för universitetets akademiska såväl som administrativa funktioner, är ordförande för the Senate, universitetets främsta akademiska styrelse som ansvarar för undervisning och forskning.
- The Court består av mer än 300 medlemmar som representerar universitetets intressenter, vilka innefattar allt från lokala till nationella institutioner. The Court håller ett årligt möte där man diskuterar universitetets årliga rapport och årsredovisning samt aktuella ämnen inom högskoleutbildning.

## Akademisk organisation

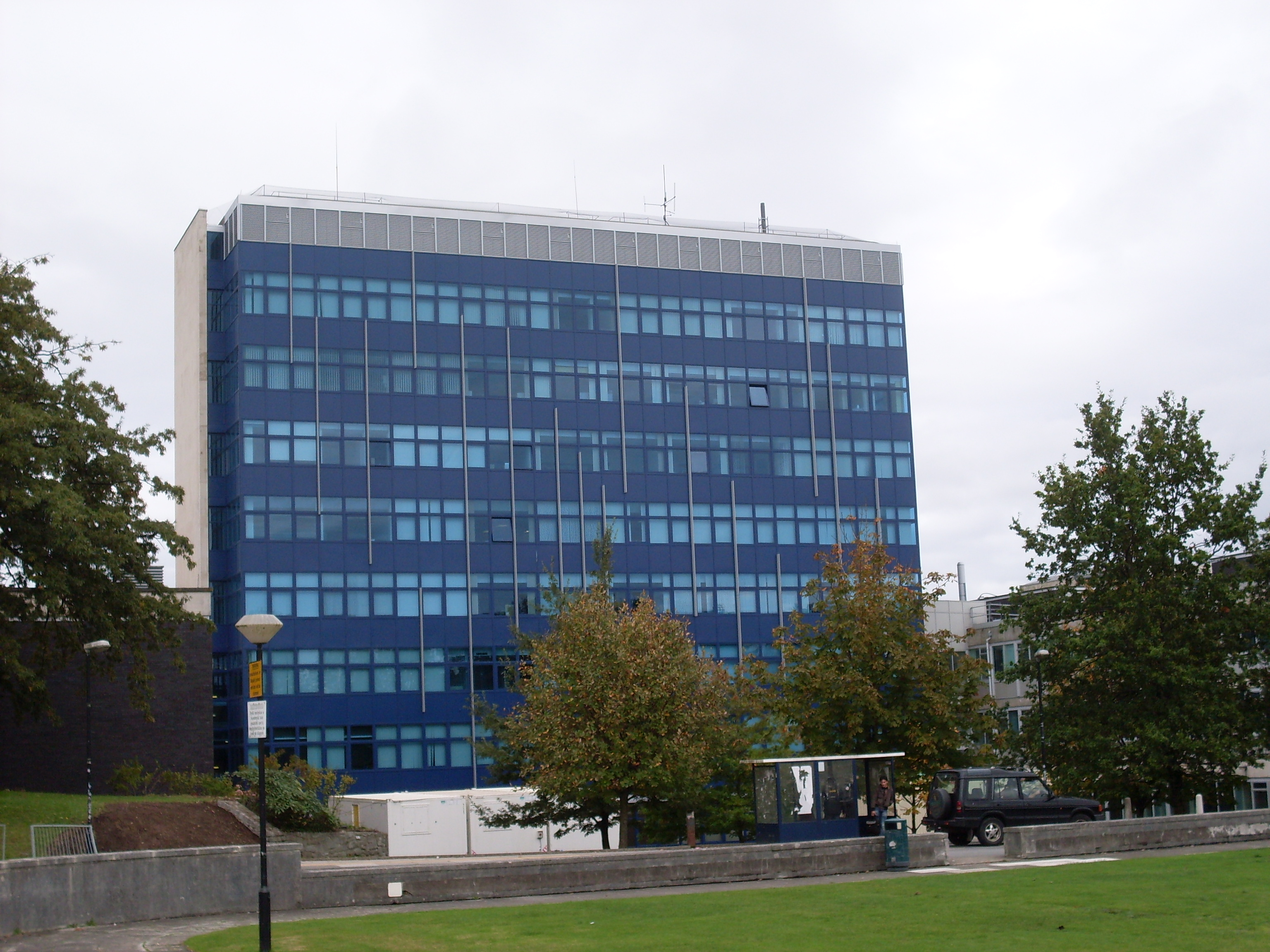
Faraday Tower, centrum för fysik- och ingenjörsfakulteterna.

De akademiska institutionerna på Swansea University är indelade i åtta fakulteter:
- The School of Arts and Humanities (Konstnärliga och humanistiska fakulteten): dessa två fakulteter har nyligen slagits samman och innefattar nu amerikanska studier, antik historia och egyptiska studier, engelska, franska, historia, italienska, klassiska studier, krigs- och samhällsstudier, kymriska, medeltida studier, medie- och kommunikationsvetenskap, politiska studier och internationell politik, praktisk lingvistik, spansk- och latinamerikanska studier, studier i filosofi och ekonomi, tyska, samt översättning.
- The School of Business and Economics (Handelshögskolan): ekonomi- och handelsstudier.
- The School of Environment and Society (Miljö- och samhällsfakulteten): antropologi, biologi, geografi, sociologi, samt studier i utvecklingen av u-länder.
- The School of Human and Health Science (Psykologi- och vårdvetenskapliga fakulteten): akutvård, barndomsstudier, biomedicinska studier, ekonomi och policy inom vårdvetenskap, folkhälsa och vård av de äldre, förlossnings- och genusvetenskap, kliniska studier, praktisk sociologi, primärvård, psykologi, sportvetenskap, studier i psykisk hälsa, studier i vård av vuxna och barn, studier i vårdvetenskaplig juridik och filosofisk etik, samt tvärvetenskapliga studier inom IT och vård.
- The School of Engineering (Ingenjörsfakulteten): elektronik, flyg- och rymdteknik, kommunikation- och informationsteknologi, materialstudier, medicin, mekanik, nanoteknologi, produktdesign, studier i kemi och biologi, samt väg- och vattenbyggnadsteknik.
- The School of Medicine (Medicinska fakulteten): biomedicinsk forskning, Centrum för hälsovårdsinformation), forskning och utvärdering, genetikgrupp, The Institute of Life Science (ILS, Human- och naturvetenskapliga institutionen), samt läkarprogrammet (för sökande med filosofie kandidatexamen).
- The School of Law (Juridiska fakulteten): affärsstudier och juridik, Centrum för policy och rätt inom miljö och energiåtervinning, diplom i juridik (för sökande med filosofie kandidatexamen), filosofie kandidatexamen i rättsvetenskap, handel och handelsrätt, Institutionen för internationell sjö- och handelsrätt, internationell sjörätt, samt yrkesinriktad juridisk kurs.

- The School of Physical Sciences (Fysik-, matematik- och IT-fakulteten): datavetenskap, fysik och matematik.

## Studentboende
Swansea University förser 3 400 studenter med boende i universitetets regi och kan vanligtvis erbjuda boende till mer än 98 % av de som påbörjar studier på grundnivå som begär det. Det finns också boende till alla internationella studerande på avancerad nivå.
Det finns studentboende i universitetets regi både inom och utanför universitetsområdet, samt Hendrefoelan studentområde som byggdes särskilt för universitetets studenter. Flera boenden stod klara 2004 och 2008.
Universitetet sköter även många studenthyrda fastigheter i stadsområdena Uplands och Brynmill.

### Hendrefoelans studentområde
Hendrefoelans studentområde är universitetets största boendeområde där 1 644 studenter bor i självhushåll. Hendrefoelan ligger 4 km från universitetsområdet, alldeles intill den främsta fartleden mellan Swansea och Gower, mitt i orörd skog och öppna grönområden.

### Boende i studentkorridorer
Universitetet har nio studentkorridorer som är hem åt ungefär 1 226 studenter. En del av dessa erbjuder halvpension och andra är självhushåll. I några har alla rum egen toalett medan det i andra finns gemensamt badrum. Tre av dessa korridorer (Caswell, Langland och Oxwich) färdigställdes 2004 och de äldsta korridorerna (Kilvey, Preseli, Rhossili och Cefn Bryn, som ursprungligen kallades respektive Sibly, Lewis Jones, Mary Williams Annexe och Mary Williams) renoverades delvis nyligen. De senast byggda korridorerna är Penmaen och Horton som erbjuder 351 rum med egen toalett i självhushåll. Många av rummen har utsikt över Swansea Bay eller Singleton Park.

### Tŷ Beck / Beck House
Sex stora radhus i viktoriansk stil belägna i stadsdelen Uplands, ungefär 1,5 km från Singletons universitetsområde, som huvudsakligen hyr ut rum till studerande på avancerad nivå och studerande med familj samt till utbytesstudenter från länder utanför EU-området.

## Nya utbyggnader

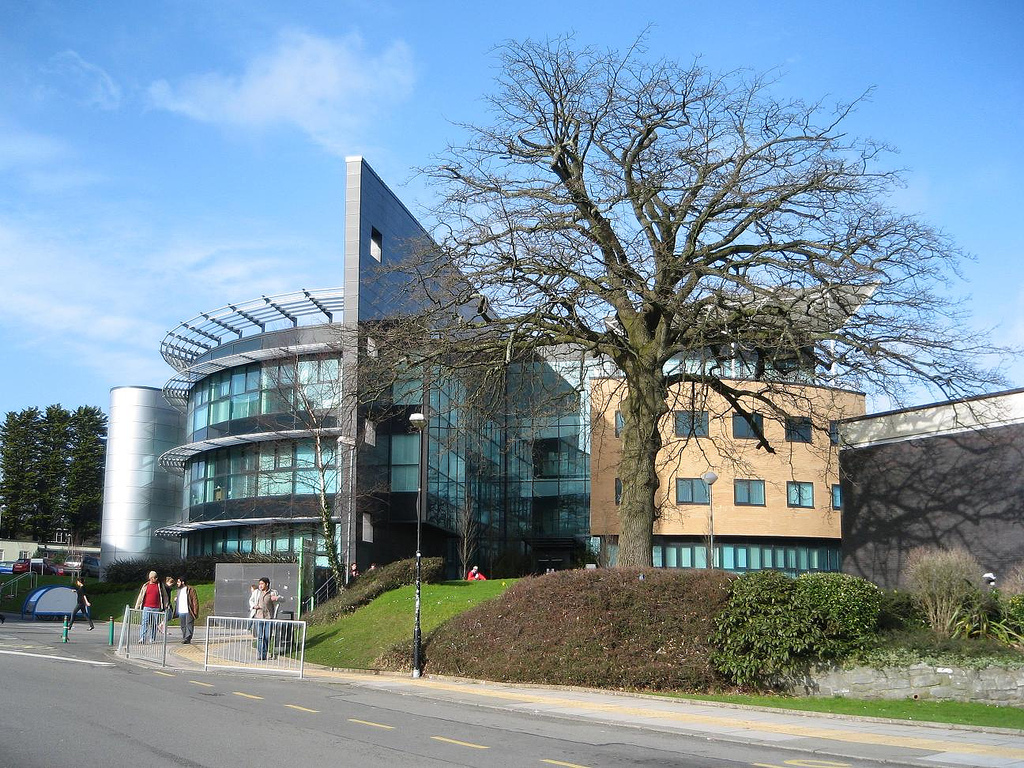
I Digital Technium finns Storbritanniens mest avancerade Virtual Reality Cave.

Universitetet har nyligen omstrukturerats genom att utöka möjligheterna för populära institutioner såsom de för historia, engelska, geografi och datavetenskap, men har stängt institutionerna för sociologi, antropologi och filosofi. Institutionen för kemi har också upphört att anta nya studenter på grundnivå, men man fortsätter att bedriva forskning och undervisning på avancerad nivå. Några nyligen etablerade program är Flyg- och rymdtekniksprogrammet och det fyraåriga läkarprogrammet, MB Bch (för sökande med filosofie kandidatexamen), som utvecklades i sammanslutning med Cardiff University och introducerades 2004. År 2007 erhöll Swansea University befogenhet att egenhändigt examinera studerande på detta fyraåriga program.
The International Conference for the Study of Political Thought (Internationella sammanslutningen för studier i politisk filosofi) flyttade 2006 sin filial för västra Storbritannien från Exeter University till Institutionen för politiska studier och internationell politik vid Swansea University. 
The Institute of Life Science invigdes såsom den medicinska fakultetens forskningsorgan i juli 2007. ILS befinner sig i en byggnad med sex våningar där det finns laboratorier, företagskuvöser, samt en IBM Blue C-superdator. Superdatorn används för olika projekt såsom intensiv numerisk analys av virala genomer, epidemiologisk modellering, stora kliniska databaser och analys av genetikens samband med sjukdomsmottaglighet. I juli 2009 offentliggjordes en planerad utbyggnad av ILS som får en investering värd £30 miljoner (ungefär 325 miljoner svenska kronor) från Swansea University, Kymriska församlingsregeringen (kymriska: Llywodraeth Cynulliad Cymru, den högsta regeringsinstansen i Wales), Europeiska unionen och Abertawe Bro Morgannwg University Health Board (Universitetets lokala vårdstyrelse i Swansea, Glamorgan).
I november 2007 tillkännagav universitetet sitt samarbete med Navitas i instiftelsen av en internationell fakultet, International College Wales Swanseav, som erbjuder introduktionsprogram för universitetsstudier, ettårsprogram på grundnivå och förberedelseprogram för studier på avancerad nivå. Det första intaget skedde i september 2008.

## Boots Centre for Innovation

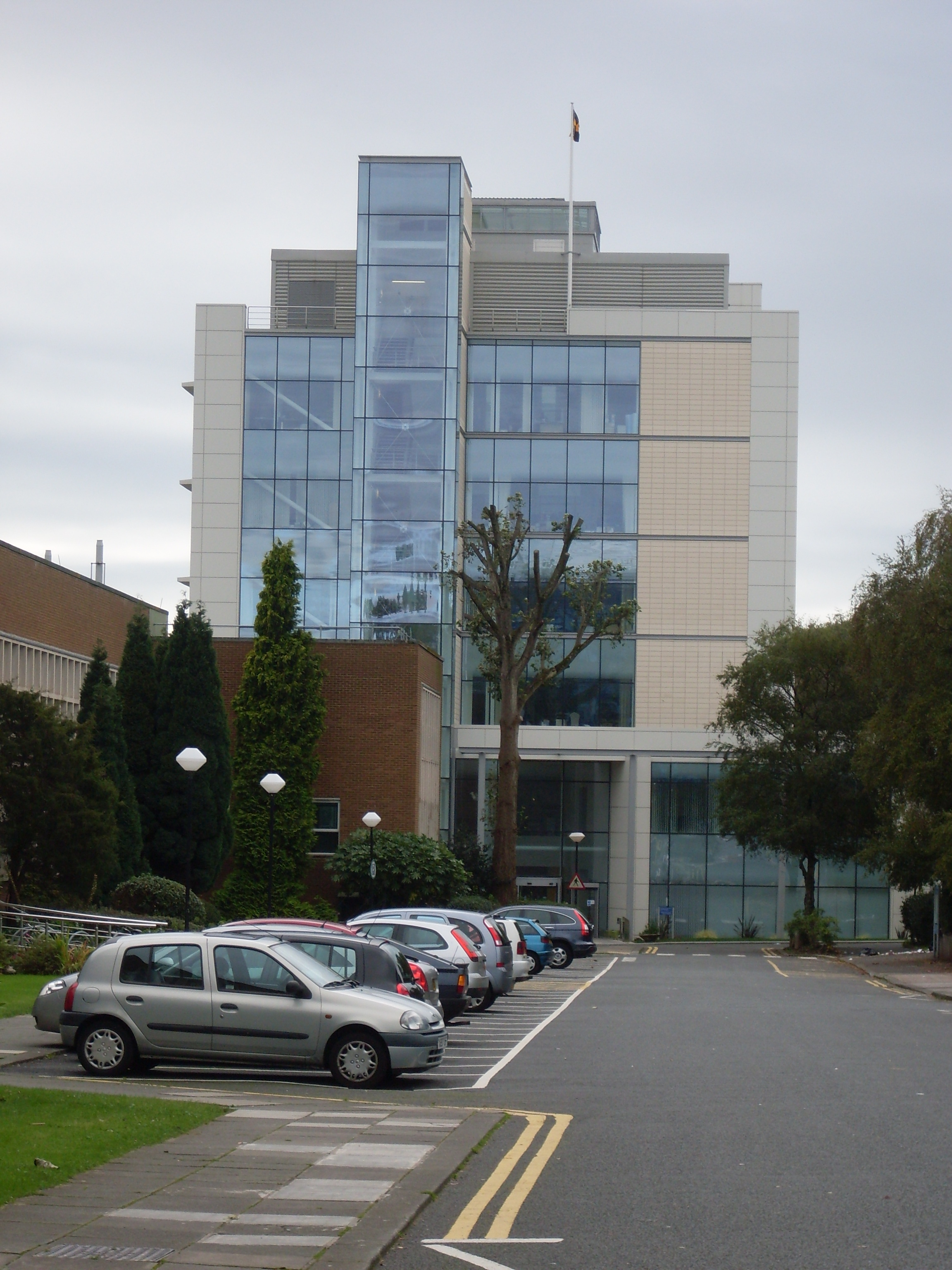
I byggnaden för The Institute of Life Science finns the Boots Centre for Innovation och IBM:s Blue C-superdator.

Boots Centre for Innovation (Boots’ centrum för innovation) skapades i april 2007 såsom ett icke-vinstinriktat samarbete mellan Boots’ apotek, Longbow Capital, Swansea University och den Kymriska församlingsregeringen. Centrumet etablerades i syfte att arbeta i nära kontakt med nystartade företag eller i direkt kontakt med uppfinnare så att nya, idérika produkter och teknologier skulle kunna utvecklas inom hälso- och skönhetssektorerna med det slutliga målet att lansera nya produkter i Boots’ butiker.

## Planering för ombyggnad av universitetsområdet
Utökad forskningsaktivitet belastar universitetsanläggningen och fordrar att institutionen utvidgar sina arbetsytor och förbättrar infrastrukturen. Universitetet gav nyligen ett konsultföretag, Actium Consult, i uppdrag att undersöka olika möjligheter för en tioårig “Strategi för universitetsområdet” som ska ta med i beräkningen de krav som skapas av dess tillväxt och fortsatt ökning av antalet studenter. De sammanfattade instruktionerna var att undersöka och utvärdera alla möjligheter som står öppna för universitetet. Vad man huvudsakligen kom fram till i rapporten var att universitetet kommer att behöva avsevärt mer utrymme om man i framtiden ska kunna bemöta efterfrågan. Actium Consult föreslog tre olika alternativ för att bemöta detta behov av extra utrymme:
1. Att riva Fulton House och Union House och bygga om på området

1. Att renovera Fulton House och bygga om utrymmet mellan Singleton lasarett och studentboendet

1. Att överväga ett alternativt läge (två platser utvärderades i rapporten)

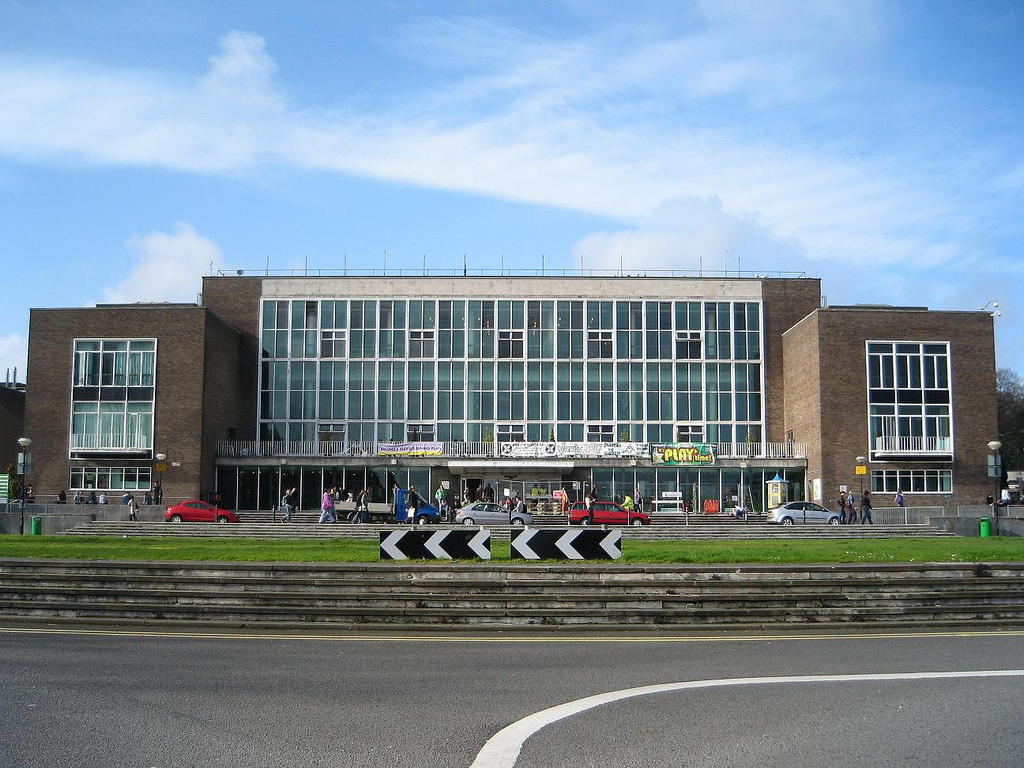
Fulton House, Swansea University.

Konsultens rekommendation är att bygga om centrala delar av Singletons universitetsområde, trots att detta leder till flera andra problem. Universitetet måste även ta ställning till hur man ska kunna utöka antalet platser i studentboendena. För närvarande överväger man alla alternativ och universitetet rådlägger med personal, liksom med andra intressenter i det lokala samhället, för att kunna fastslå vilken som är den bästa lösningen.
I januari 2008 angav universitetet i en skrivelse till Nationalförsamlingen för Wales’ (kymriska: Cynulliad Cenedlaethol Cymru) företags- och utbildningskommitté att man befann sig i “en långt framskriden överläggning” angående ett nytt “innovationsområde” på ett andra universitetsområde, som skulle kunna inhysa ingenjörsvetenskap, datavetenskap, telekommunikation, handelshögskolan och juridiska fakulteten samt en rad “forsknings- eller testanläggningar” för stora och små företag. Ett av förslagen är att bygga på en 0,40 km² stor mark nära Fabian Way vid Crymlyn Burrows.

## Universitetsrankning
The Times' tabell över de 100 bästa universiteten i Storbritannien år 2008 placerade Swansea University på 46:e plats (av totalt 109), vilket innebar en förbättring från 50:e plats 2004 men en försämring apropå 42:a plats 2005. Universitetet fick dessutom the 2005 Times Higher Education Supplement Award för Storbritanniens “bästa studentupplevelse”. Enkäten kritiserades emellertid av en del eftersom den utfördes av studentpanelen, vilket betydde att urvalet gjordes egenhändigt och därmed var ovetenskaplig. Universitetet har också rankats som ett av de 500 bästa universiteten i världen, på plats nummer 401-500, enligt the 2006 Shanghai Jiao Tong University World Rankings. Därtill placerade the 2008 Times Higher Education Supplement of World University Rankings Swansea University på 347:e plats i världen, vilket är en förbättring från 401-500 år 2007. Enligt the Guardians tabell ligger universitetet på 83:e plats.

## Bibliotek
Bibliotek- och informationstjänsterna vid Swansea university upprätthåller ett bibliotek kombinerat med IT- och yrkesvägledningstjänster. I det största bibliotek- och informationscentrumet på Singletons universitetsområde finns mer än 800 000 böcker och tidskrifter, tillsammans med ett stort utbud av elektroniska resurser, däribland mer än 23 000 elektroniska tidskrifter. Där finns mer än 1 000 individuella studieplatser, varav nästan hälften är utrustade med nätverksanslutna datorer. Dessa bibliotek- och informationstjänster fick år 2006 utmärkelsen Charter Mark (nationellt, brittiskt pris för utmärkt kundtjänst).
Bibliotek- och informationscentrumet har även betydande arkivsamlingar från the South Wales Coalfield Collection (samling av skrivelser relaterade till det omfattande historiska gruvarbetet i South Wales Valleys), flera uppsatser på engelska av kymriska författare och Richard Burton-samlingen som nyligen donerades av Burtons fru, Sally. Man hoppas att samlingen ska bli en central utbildningsresurs tillägnad skådespelarens liv och arbete.
Utvecklingar som skett nyligen innefattar en betydande utökning av öppettiderna (08:00-02:00, söndag-torsdag; 08:00-20:00, fredag och lördag; öppet dygnet runt i examenstider), öppnandet av ett litet Costa Coffee-café i grupparbetsområdet och förflyttningen av Morriston lasaretts sjuksköterskebibliotek till bibliotek- och informationscentrumet. 

## Sporthallar
Swansea Universitys sporthallar är belägna nära dess huvudområde, väster om Sketty Lane. De är skilda från de intilliggande King Edward V spelplanerna i väst. Sporthallarna används av universitetet för dess akademiska sportprogram och av studenterna för allmän rekreation. Anläggningarna omfattar Wales’ nationella simbassäng, en inomhus-löparbana med 6 filer, gym, tennisbanor, squashbanor, samt en klättervägg. Utomhusanläggningen omfattar en 8-filig löparbana och belysta spelplaner för rugby, fotboll, lacrosse och kricket. 

## Xtreme Radio 1431AM
Xtreme Radio är universitetets radiostation som bedrivs av studenter. Den grundades i november 1968 under namnet Action Radio. Den gör utsändningar till många delar runt omkring universitetsområdet och själva Swansea på 1431AM, och runt hela jorden på Internet. Radiostationen spelar en uppsjö av musik och har även flera specialprogram såsom pratshower och sportprogram. Xtreme firade sin 40:e årsdag den 30 november 2008, vilket innebär att det är den tredje äldsta radiostationen i Storbritannien och den äldsta i Wales. 

## Egyptiska antikvitetsmuseet (Egypt Centre)
The Egypt Centre är ett egyptiskt antikvitetsmuseum beläget i Taliesin-byggnaden som är öppet för allmänheten. Samlingen består av mer än 4 000 objekt, varav de flesta insamlades av apotekaren Sir Henry Wellcome. Andra objekt har skänkts från  British Museum, the Royal Edinburgh Museum, National Museums and Galleries of Wales Cardiff, the Royal Albert Museum and Art Gallery samt privata givare. 
Personalen på Egyptiska antikvitetsmuseet håller regelbundna föreläsningar och tal till museigrupper och andra externa sammanslutningar angående utökad delaktighet i universitetsmuseer, social gemenskap och volontärarbete. Skolor besöker regelbundet museet för att medverka i ett stimulerande och interaktivt program av olika evenemang.

## Framstående alumni

### Inom vetenskap, ingenjörteknik och teknologi
- Dr Lyn Evans, CBE, projektledare, Large Hadron Collider, CERN
- Alan Cox, (arbetar även för University of Wales, Aberystwyth), föregångsman för Linux
- Robin Milner, datavetare
- Professor Olgierd Zienkiewicz, pionjär för datorassisterade, ingenjörsvetenskapliga metoder
- Colin Pilinger CBE, planetforskare
- Andy Hopper CBE FRS, medgrundare av Acorn Computers Ltd
- Sir John Meurig Thomas, kemist

### Affärsmän
- Sir Terry Matthews OBE, teknologisk entreprenör
- Martin Coles, president för Starbucks Coffee International
- Richard Sutton, entreprenör

### Politiker
- Sylvia Heal, parlamentsledamot, deputerad talman för House of Commons (politisk instans i Storbritannien)
- Lord Anderson av Swansea, f.d. parlamentsledamot
- Peter Black, medlem av 	Nationalförsamlingen för Wales
- Andrew Davies, medlem av Nationalförsamlingen för Wales och finans- och utförande av public service-minister för Kymriska församlingsregeringen
- Hywel Francis, parlamentsledamot (Aberavon)
- Sian James, parlamentsledamot (östra Swansea)
- Val Lloyd, medlem av Nationalförsamlingen för Wales (östra Swansea)
- Anne Main, parlamentsledamot  (St Albans)
- Rod Richards, f.d. parlamentsledamot (nordvästra Clwyd) och f.d. medlem av Nationalförsamlingen för Wales (norra Wales)
- Mark Tami, parlamentsledamot  (Alyn and Deeside)

### Akademiker
- Geoffrey Thomas, president för Kellogg College, Oxford
- Andy Hopper CBE FRS, rektor för datavetenskap vid Cambridge University
- Professor Dame Jean Thomas, första lärarinna vid St Catharine’s College, Cambridge
- Professor Colin H. Williams, sociolingvist
- D.Z. Phillips, filosof
- Sarah Lyons, Swansea University’s första kvinnliga student (utexaminerad 1941)
- Jon Latimer, historiker

### Idrottsmän
- Rob Howley, Wales’ och British Lions’ internationella rugbyförening
- Alun Wyn Jones, Wales’ internationella rugbyförening
- Simon Jones, kricketspelare för Worcestershire och England
- Ian Hammond, bronsmedaljör i 20 km gång vid de olympiska spelen i Montréal, 1976
- John McFall, paralympisk sprinter
- Dwayne Peel, Wales’ internationella rugbyförening
- Mike Hopper, f.d. målvakt för Liverpool
- Daniel Caines, atlet

### Inom konst och journalistik
- Annabelle Apsion, TV- och filmskådespelerska
- Richey Edwards och Nicky Wire, medlemmar i rockgruppen Manic Street Preachers
- Jonathan Hill, TV-presentatör av Wales Tonight (nyhetsprogram) på ITV Wales (TV-kanal som ägs av ITV plc)
- Paul Moorcraft, författare
- Stuart Forster, resejournalist och fotograf
- Chris Roberts, författare av Heavy Words Lightly Thrown: The Reason Behind the Rhyme
- Charlie Williams, författare av The Mangel Trilogy
- Liam Dutton, BBC meteorolog
- Sarah Hendy, TV-presentatör på Price-drop tv (shopping-kanal) och E4 Music
- Mavis Nicholson, TV-presentatör
- Urien William, kymriskspråkig romanförfattare och dramaturg
- Nicholas D. Cooper, engelsk skådespelare